# Frederick Carlton Weyand
Frederick Carlton Weyand (Arbuckle, Kalifornia, 1916. szeptember 15. – Honolulu, Hawaii, 2010. február 10.) amerikai tábornok, a vietnámi háború során 1972 és 1973 között a Dél-Vietnámban állomásozó amerikai csapatok utolsó főparancsnoka. Ő volt 1974–1976 közötti szolgálati ideje alatt az Amerikai Egyesült Államok hadseregének 27. vezérkari főnöke.

## Előmenetele
| Rendfokozat                        | Kinevezés       | Hivatalba lépés  |
| ---------------------------------- | --------------- | ---------------- |
| hadnagy (2nd Lieutenant)           | 1938. május     | 1938             |
| főhadnagy (1st Lieutenant)         | 1941. június    | na.              |
| százados (Captain)                 | 1942. február   | 1948. július     |
| őrnagy (Major)                     | 1942. november  | 1953. július     |
| alezredes (Lieutenant Colonel)     | 1945. március   | 1961. szeptember |
| ezredes (Colonel)                  | 1955. július    | 1966. szeptember |
| dandártábornok (Brigadier General) | 1960. július    | 1968. augusztus  |
| vezérőrnagy (Major General)        | 1962. november  | 1968. augusztus  |
| altábornagy (Lieutenant General)   | 1968. augusztus | na.              |
| tábornok (General)                 | 1970. október   | 1976             |

## Nyugállomány
Az aktív katonai pálya 1976-os elhagyása után Honolulura költözött. Az elkövetkező tíz-húsz évben jelentős pozíciókat töltött be polgári társaságoknál, egyesületeknél, segélyezési szervezeteknél (pl. a hawaii amerikai vöröskeresztnél is), sportszövetségeknél (golf). A Sony Open nyílt golfbajnokság aktív versenyzője volt. Az 1990-es évek elején vezetője a honolului szimfonikus zenekarnak, tagja többek között az East–West Center kutatóközpontnak és a hawaii színháznak is. Több katonai veteránegyesület – köztük a vietnámi – alapító tagjai között volt, ahogy sok más, a Hadsereg és a Légierő által felügyelt veterán szervezetének is.
Weyand 93 éves korában, 2010. február 10-én halt meg a honolului Kahala Nui idősek otthonában (retirement residence). Felesége, Mary Weyand túlélte, akivel hét gyereket – három közös gyereket, két mostohalányt és két mostohafiút – neveltek fel. Még életében tíz unokája született.

## Fordítás
- Ez a szócikk részben vagy egészben  a   Frederick C. Weyand című angol Wikipédia-szócikk ezen változatának fordításán alapul.  Az eredeti cikk szerkesztőit annak laptörténete sorolja fel. Ez a jelzés csupán a megfogalmazás eredetét és a szerzői jogokat jelzi, nem szolgál a cikkben szereplő információk forrásmegjelöléseként.